# Acido calconcarbossilico
L'acido calconcabossilico (o acido calconcarbonico o reagente di Patton e Reeder) è un indicatore complessometrico.
A temperatura ambiente si presenta come un solido violaceo dall'odore caratteristico. Insolubile in acqua, si scioglie in etanolo producendo una soluzione di intenso colore violetto. Si scioglie anche nelle soluzioni acquose di idrossidi alcalini, con cui reagisce salificandosi e assumendo una colorazione blu.
L'acido calconcabossilico forma complessi di colore rosso con gli ioni calcio. Trova pertanto uso come indicatore complessometrico specifico per questo ione. La titolazione viene condotta sciogliendo il campione con idrossido di potassio in acqua e aggiungendo l'indicatore (spesso come soluzione 0,4% in metanolo) e titolando con EDTA finché non si osserva il cambiamento di colore da porpora a blu. Lo ione calcio forma con l'EDTA un complesso più stabile di quello formato con l'acido calconcarbossilico; a mano a mano che l'EDTA viene aggiunto, si combina con lo ione calcio distruggendo il complesso di colore rosso tra calcio e acido calconcarbossilico e liberando l'anione dell'acido, di colore blu.

La quantità di EDTA aggiunta necessaria a completare il viraggio della soluzione da rosso a blu consente di risalire alla quantità di calcio presente.

L'idrossido di potassio viene aggiunto anche per precipitare lo ione magnesio eventualmente presente come idrossido. Anche il magnesio viene complessato dall'acido calconcarbossilico e può interferire nella misura provocando un maggiore consumo di EDTA.